# Тикал
Тикал (Tikal или Tik’al) в Северна Гватемала е сред най-големите археологически обекти на развалини на град от времето на разцвета на цивилизацията на маите и е включен в Списъка на световното културно и природно наследство на ЮНЕСКО през 1979 г.
Макар че са намерени постройки датиращи още от 4 век пр.н.е., истински разцвет Тикал постига в периода 200 г. до 900 г. Населението по онова време е между 100 000 и 200 000 жители. Тикал е може би най-добре изученият и най-добре разбран от всички други градове на маите, тъй като там са намерени останките на много от техните царе и владетели и има запазени много монументи.
Названието Тик’ал на езика на маите означава „място, където могат да се чуят гласовете на боговете“. В йероглифите, издълбани в камъка, се среща и по-старото име на града – Яш Мутал („Зелена приказка“).